# Guioa pectinata
Guioa pectinata är en kinesträdsväxtart som beskrevs av Ludwig Radlkofer. Guioa pectinata ingår i släktet Guioa och familjen kinesträdsväxter. Inga underarter finns listade i Catalogue of Life.